# Играчката (филм, 1982)
Играчката (англ. The Toy) е комедиен филм с участието на Ричард Прайър, римейк на едноименния френски филм от 1976 г.

## Актьорски състав
- Ричард Прайър – Джак Браун
- Джаки Глийсън – Ю. С. Бейтс
- Нед Бийти – Сидни Морхаус
- Скот Шварц – Ерик Бейтс
- Тереза Хензел – Фенси Бейтс
- Уилфрид Хайд – Уайът Баркли
- Тони Кинг – Клифърд
- Вирджиня Каперс – Руби Симпсън